# Aleksej Gusarov
Aleksej Vasiljevitj Gusarov (Ryska: Алексей Васильевич Гусаров), född 8 juli 1964 i Leningrad i dåvarande Sovjetunionen, är en rysk före detta ishockeyspelare, back, och medlem i den exklusiva Trippelguldklubben för spelare som vunnit OS-guld, VM-guld, och Stanley Cup. 
Gusarov spelade från 1981 till 1984 för SKA Sankt Petersburg. 1984 bytte han klubb till HC CSKA Moskva. Här stannade han till 1991. I NHL Entry Draft blev han utvald i 11:e omgången som nummer 213 av klubben Quebec Nordiques. I samband med Sovjetunionens sönderfall gick han över till spel i NHL. I den sovjetiska ligan hade han hunnit med att göra 27 mål på 327 spelade matcher.
Mellan åren 1981 och 1991 hade han en given plats i det sovjetiska ishockeylandslaget, med tre VM-guld och ett OS-guld som största meriter. Han spelade också i två Canada Cup 1987 och 1991. Han återkom 1998 i landslagssammanhang, men då i ryska landslaget, vid OS i Nagano, Japan, där laget erövrade en silvermedalj.
Under sin karriär i NHL spelade han för Quebec Nordiques (1990 till 1995), Colorado Avalanche (1995 till 2001), New York Rangers (2000/01) och St. Louis Blues (säsongen 2000/2001). Han vann Stanley Cup med Colorado säsongen 1995/1996. Genom denna vinst blev han medlem i Tripelguldklubben, genom VM-vinst 1986, 1989 och 1990, OS-vinst 1988 och 1992 samt Stanley Cup 1996.